# Islam en Chine sous la dynastie Yuan
La période de la dynastie Yuan en Chine au XIIIe siècle voit une augmentation significative du nombre de musulmans en Chine par rapport à la période de la dynastie Song. On estime qu'au XIVe siècle, il y a environ 4 000 000 de musulmans en Chine. On trouve des traces de leur influence à divers degrés aussi bien dans les progrès réalisés par la science chinoise que l'économie ou l'architecture, via la construction de Dadu, la nouvelle capitale des Yuan.

## Histoire et statut de l'Islam sous les Yuan

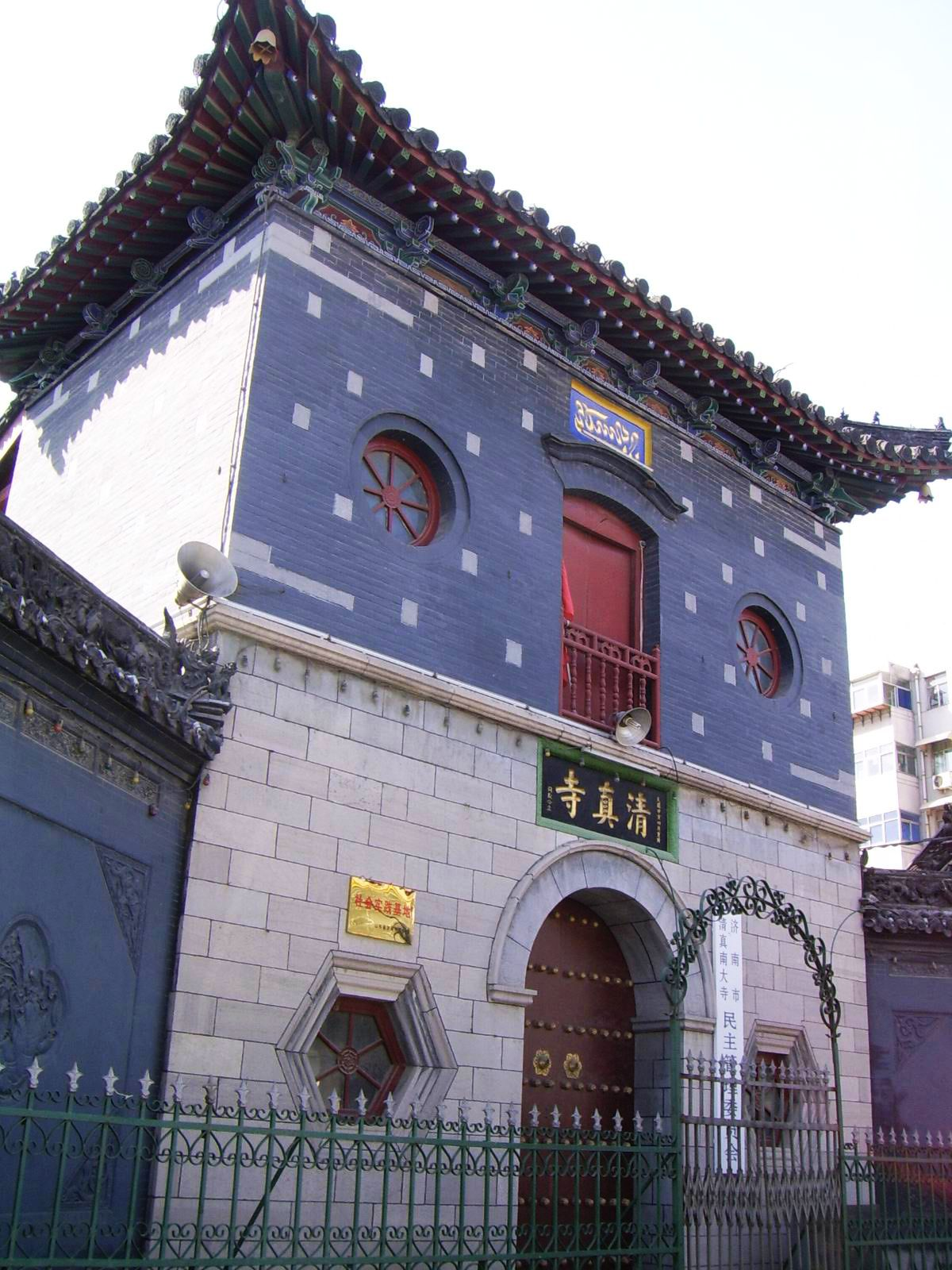
La grande mosquée du sud de Jinan. Sa construction est achevée pendant le règne de Temür Khan, aussi connu sous le nom d'empereur Yuan Chengzong

Sous les Yuan, la société est divisée en 4 grandes castes : les Mongols, les Semu (ou Semuren, soit tous les sujets originaires d'Asie centrale et occidentale), les "Han" (Hanren en chinois, soit tous les sujets de l'ancienne dynastie Jin, du Royaume de Dali et des Coréens) et les Sudistes (Nanren en chinois, soit tous les sujets de l'ancienne dynastie Song du Sud ; parfois appelés Manzi). La plupart des musulmans de Chine sont affiliés à la caste des Semu, car, pour leur grande majorité, ils sont originaires de pays situés à l'ouest de la Chine. Cette caste est divisée en 31 catégories. L'appartenance à cette caste étant liée à une origine géographique, et non à une religion particulière, on y trouve des Ouïghours bouddhistes originaires de Tourfan, des Tangoutes, des Tibétains, des tribus chrétiennes nestoriennes comme les Öngüts (tatars blancs), des Alains (Scythes), ou encore des musulmans perses ou des peuples turcs d'Asie centrale, comme les Khwarezm ou les Qarakhanides. Les Chinois convertis à l'Islam ne font donc pas partie de la caste des Semu, mais de celle des Han ou des Manzi. Le mot standard pour désigner les musulmans dans les documents en langue chinoise de la fin de la période Yuan, ce sans faire de distinction en fonction de leurs origines géographiques, est "Huihui".
Le territoire de la dynastie Yuan est divisé en 12 districts sous le règne de Kubilai Khan, chacun étant géré par un gouverneur et un vice-gouverneur. Dans son ouvrage Jami al-tawarikh, l’historien perse d'origine juive Rashid al-Din, rapporte que sur ces 12 gouverneurs, 8 sont musulmans et que dans les autres districts, les vice-gouverneurs sont musulmans. Il faut noter que, dans le même temps, les Yuan emploient beaucoup de Chinois et de Khitans comme administrateurs en Asie centrale et à Boukhara en Asie centrale. Il semble donc que les Yuan utilisaient des administrateurs d'origine étrangère pour réduire le pouvoir des populations locales des deux pays.
La période de la dynastie Yuan voit la formation de communautés musulmanes en Chine du Nord et au Yunnan. Les descendants de ces communautés, les Hui, vivent toujours dans ces régions au XXIe siècle et cherchent à préserver leur identité et leurs traditions.
Si les étrangers en général et les musulmans en particulier semblent assez bien intégrés à la société Yuan, certains aspects de leur culture sont rejetés par les Mongols. C'est ainsi que Kubilai Khan a forcé les juifs à stopper la production d'aliments kasher et les musulmans ont dû arrêter les aliments halal :
"Parmi tous les peuples étrangers, seuls les Hui-hui (terme ici utilisé pour désigner aussi bien les juifs que les musulmans) disent "nous ne mangeons pas la nourriture mongole". [Gengis Khan a répondu :] "Avec l'aide du ciel, nous vous avons pacifiés ; vous êtes nos esclaves. Pourtant, vous ne consommez pas notre nourriture et nos boissons. Comment cela peut-il être juste ? Il les fit alors manger. "Si vous abattez des moutons, vous serez considérés comme coupables d'un crime." Il a publié un règlement à cet effet ... [En 1279/1280 sous Kubilai] tous les musulmans disent : "si quelqu'un d'autre abat [l'animal], nous ne le mangeons pas". Comme cela courrouçait les pauvres, désormais, les Musuluman [musulmans] Huihui et les Zhuhu [juif] Huihui, peu importe qui tue [l'animal] ils le mangeront et devront cesser d'abattre eux-mêmes des moutons, et cesser le rite de la circoncision".
Les semu musulmans se sont révoltés contre la dynastie Yuan lors de la rébellion Ispah, qui est née d'affrontements entre sunnites et chiites, avant de s'étendre. Mais cette rébellion est écrasée et les musulmans massacrés par le commandant Chen Youding. Après la répression de la rébellion, les Chinois "Han" de Quanzhou se retournent contre les Semu et la population musulmane de la ville connait une grande misère. Quanzhou perd même son statut de port maritime international de premier plan à la suite de ces événements.
Enfin, lors de la chute de la dynastie Yuan, la communauté musulmane se trouve divisée entre ceux qui restent fidèles aux Yuan et ceux qui soutiennent le nouveau régime. C'est ainsi que, pendant la conquête du Yunnan par les Ming, les généraux musulmans Mu Ying et Lan Yu commandent les troupes musulmanes fidèles à la dynastie Ming et luttent contre les troupes mongoles et musulmanes fidèles à la dynastie Yuan,.

## Influence de l'Islam dans la Chine des Yuan

### Science
Des scientifiques musulmans ont été amenés à travailler sur la fabrication de calendriers et l'astronomie. Ainsi, Kubilai Khan fait venir des Iraniens à Pékin pour construire un observatoire et créer une institution dédiée aux études astronomiques. Jamal ad-Din, un astronome persan, présente à Kubilai sept instruments astronomiques persans. Les travaux des géographes islamiques arrivent également en Chine sous la dynastie Yuan et sont utilisés plus tard sous la dynastie Ming pour dessiner les régions occidentales du Da Ming Hun Yi Tu, la plus ancienne carte du monde originaire d'Asie de l'Est encore existante.
Des médecins musulmans ont été actifs en Chine à cette époque et des textes médicaux arabes, concernant notamment l'anatomie, la pharmacologie et l'ophtalmologie, ont largement circulé dans tout l'empire. Kubilai Khan, qui souffrait d'alcoolisme et de goutte, a accordé un statut élevé aux médecins. De nouvelles plantes et médicaments en provenance du Moyen-Orient stimulent la pratique médicale. L'étude traditionnelle chinoise des herbes, des drogues et des portions de plantes fait l'objet d'un regain d'intérêt et de nouvelles publications. L'un des textes médicaux issus du monde musulman est le Canon de la médecine d'Avicenne, dont une grande partie est traduite en chinois et incorporée dans le Hui Hui Yao Fang; un livre médical rédigé à la demande de kubilai khan sous la direction de l'interprète et scientifique syrienne nestorienne Isa Tarjaman,.

### Guerre

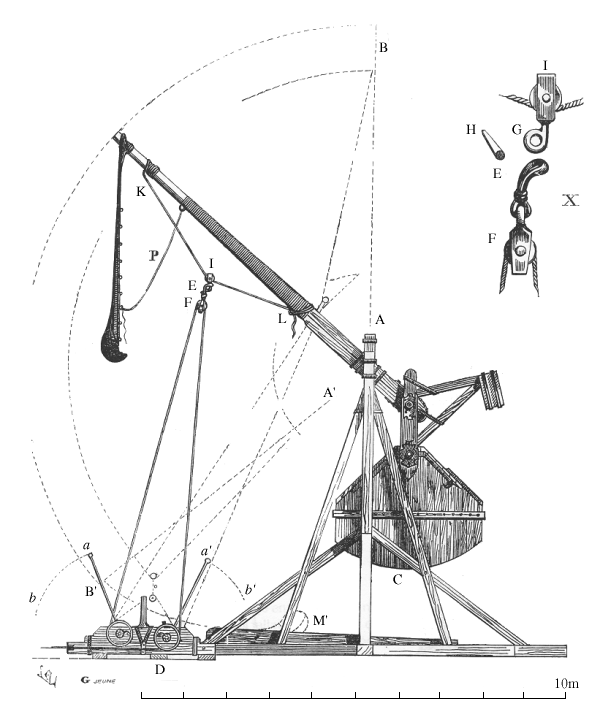
Schéma du "trébuchet musulman" (Hui-Hui Pao) utilisé pour briser les murailles des villes de Fancheng et Xiangyang

Tout au long de l'extension de leur empire, les Mongols adoptent rapidement les armes et tactiques des peuples conquis. C'est à la suite de leurs contacts avec les empires chinois qu'ils ajoutent l'artillerie et les premières armes à feu à leur arsenal et adoptent de nouvelles technologies et méthodes de poliorcétique. Kubilai réunit autour de lui des ingénieurs spécialisés dans les machines de siège, tel Ismail et Al al-Din. Ces derniers ont inventé ensemble le "trébuchet musulman" (Hui-Hui Pao), qui est utilisé par le Khan pendant les batailles de Fancheng et Xiangyang.

### Économie
Les Mongols font fait appel à des administrateurs ouïghours persans, arabes et bouddhistes pour agir en tant qu'agents des impôts et des finances auprès des populations soumises par les Yuan. Les musulmans dirigent la plupart des entreprises en Chine au début de la période Yuan, mais à mesure que les Chinois achètent des actions, la direction de la plupart d'entre elles devient mixte, voire totalement chinoise.
C'est sous la dynastie des Yuan que le port de Quanzhou prospère. La ville de Quanzhou, alors dirigée par le magnat chinois musulman Pu Shougeng, s'est soumise aux Mongols, contrairement au port voisin de Guangzhou qui fut mis à sac. Quanzhou devient célèbre grâce aux récits des célèbres voyageurs Ibn Battuta et Marco Polo qui ont visité le port. Aujourd'hui, on peut voir un grand nombre d'inscriptions en pierre à Quanzhou, dont 300 inscriptions en pierre sur des tombes, des sépultures et des mosquées

### Architecture
L'architecte musulman Amir al-Din a appris les codes de l'architecture chinoise et les a utilisés pour concevoir et construire la nouvelle capitale de la dynastie Yuan, Dadu, aussi connue sous le nom de Cambaluc. La construction des murs de la ville commence en 1264, tandis que le palais impérial est construit à partir de 1274. La conception du Dadu suit les recommandations du Zhouli (周禮, "rites de Zhou"), un des classiques du confucianisme, en ce sens que les règles des "9 axes verticaux, 9 axes horizontaux", "palais à l'avant, marchés à l'arrière", "culte des ancêtres à gauche, culte des dieux à droite" sont prises en considération. La ville était de grande envergure, stricte dans sa planification et son exécution, complète dans ses équipement. Dadu devint officiellement la capitale de la nouvelle dynastie Yuan dans les années 1270, bien que certaines constructions de la cité ne soient pas achevées avant 1293. Dadu existera jusqu'en 1368, lorsque Zhu Yuanzhang, le fondateur de la dynastie Ming et futur empereur Hongwu, fait connaître ses ambitions impériales en envoyant une armée vers la capitale des Yuan. Le dernier empereur Yuan s'enfuit vers le nord à Shangdu et Zhu fonde officiellement la dynastie Ming après avoir rasé jusqu'à leurs fondations les palais des Yuan à Dadu. La ville est rebaptisée Beiping par les Ming la même année.
Amir al-Din a également aménagé l'île Qionghua, qui se trouve dans le lac du parc Beihai au centre de Pékin. Parmi ces aménagements, on trouve le pont Yong'an (永安桥, « pont de la paix éternelle »), situé au sud de l'île et qui la relie à la terre ferme. Construit en 1331, c'est un pont en marbre.

## Anecdotes
Marco Polo a également rencontré Nasaruddin, le fils de Sayid Ajjal qui a aidé Kubilai à conquérir le Yunnan et fut le premier gouverneur mongol de la province.
Les contes des Mille et une Nuits, dont certains ont été écrits aux XIIIe et XIVe siècles, comportent plusieurs histoires qui se déroulent en Chine et dans les environs. Le "Conte de Qamar al-Zaman et Budur" et "L'histoire du prince Sayf al-Muluk" comprennent tous deux des personnages ou des décors chinois.

## Voir également
- Islam en Chine sous la dynastie Tang
- Islam en Chine sous la dynastie Song
- Islam en Chine sous la dynastie Ming
- Islam en Chine sous la dynastie Qing
- Islam en Chine de 1911 à nos jours
- Nombre de musulmans par pays
- Religion en Chine
- Démographie de la Chine